# Franz Xaver Wagner (Satiriker)
Franz Xaver Wagner (* 1. Mai 1939; † 8. August 2011) war ein deutscher Satiriker und Kolumnist.

## Wirken
In seinem Werk kommentierte er mit hintergründigem Humor alpine Themen. Unter dem Pseudonym Karl Tiefengraber schrieb er regelmäßig im ALPIN Magazin.

## Werke
- Alpines Panoptikum. Rother, München 1978, ISBN 3-7633-8010-8.
- Alpines Alphabet. Rother, München 1980, ISBN 3-7633-6053-0.
- Franz Xaver Wagners Bergtagebuch. Rother, München 1985, ISBN 3-7633-6068-9.
- Tiefengrabers Erzählungen. wt-BuchTeam, Garching/Alz 2002, ISBN 3-936599-30-0.